# Boniface de Challant (évêque d'Aoste)
Pour les articles homonymes, voir Boniface de Challant, Boniface et Challant.
Boniface II de Challant, mort à Aoste le 12 août 1376, est un ecclésiastique valdôtain, évêque d'Aoste de la seconde partie du XIIIe siècle, issu de la famille de Challant.

## Biographie
Boniface est l'un des fils Ébal de Challant et de sa seconde épouse. Par testament de son père il est conjointement avec son frère Guillaume, seigneur de Challant, de Graines, avec Saint-Martin et d'Andorno et co seigneur de Cly à ce titre il passe reconnaissance à  l'abbaye territoriale de Saint-Maurice d'Agaune pour le fief de Graines le 26 décembre 1338 et le 3 décembre 1360 et se reconnait vassal du Comte de Savoie pour celui de Challant le 1er décembre 1368. 
Prêtre, Boniface se consacre toutefois à la vie religieuse, il devient curé de Naters puis chanoine de la Collégiale de Saint-Ours d'Aoste puis Prévôt et Prieur de la même collégiale. Dans ce cadre il cède sa paroisse de Naters à un certain Jean du Mont par acte du 22 novembre 1333 et intervient aux Audiences Générales des vassaux valdotains des 20 mars 1336 et 26 mars 1337. Il achève sa carrière comme évêque d'Aoste en 1375 où il meurt dès le 12 août 1376.Boniface de Challant, était considéré comme Bienheureux et faisait l'objet d'un culte local bien que ce titre ne lui ait jamais été reconnu officiellement par l'église catholique. Sa fête était fixée au 2 décembre.